# Samira Khodatars
Samira Khodatars (persisch سمیرا خداترس; * 3. Dezember 1999) ist eine iranische Leichtathletin, die im Mittelstrecken- und Hindernislauf an den Start geht. Aktuell ist sie Inhaberin des Landesrekordes über 3000 m Hindernis.

## Sportliche Laufbahn
Erste Erfahrungen bei internationalen Meisterschaften sammelte Samira Khodatars im Jahr 2024, als sie bei den Hallenasienmeisterschaften in Teheran in 4:44,32 min den fünften Platz im 1500-Meter-Lauf belegte.
2022 wurde Khodatars iranische Meisterin im 3000-Meter-Hindernislauf.

## Persönliche Bestzeiten
- 1500 Meter: 4:36,73 min, 12. Oktober 2023 in Teheran
  - 1500 Meter (Halle): 4:44,32 min, 17. Februar 2024 in Teheran
- 3000 m Hindernis: 10:40,00 min, 13. Oktober 2023 in Teheran (iranischer Rekord)